# 俄罗斯人民工党
俄罗斯人民工党（俄语：Русская трудовая народная партия），是一个由蘇聯人組成的效忠於納粹德國的政黨，由被納粹德國俘虜的苏联红军士兵于1941年组成。该政黨的活动都受到阿勃維爾的监督。  1943年，俄罗斯人民工党停止活動。